# Pontault-Combault HB
Pontault-Combault Handball (Pontault-Combault HB), tidigare Étoile sportive de Pontault-Combault (1967–1974) och Union municipale sports de Pontault-Combault Handball Club (1974–2018), är en fransk handbollsklubb från Pontault-Combault, strax öster om Paris, bildad 1967. Herrlaget spelade senast i den högsta serien säsong 2018/2019, men degraderades efter en säsong till den näst högsta serien.

## Spelare i urval
- Alix Kévynn Nyokas
- Olivier Nyokas
- Thierry Perreux
- Cristian Zaharia